# Svatopluk Mrázek
Svatopluk Mrázek (15 gennaio 1923 – 5 marzo, 31 marzo 2011) è stato un cestista, allenatore di pallacanestro e dirigente sportivo cecoslovacco.

## Palmarès

### Allenatore
- Campionato cecoslovacco: 1

Slovan Orbis Praga: 1956-57